# Nikolaj Smaga
Nikolaj Smaga, född 22 augusti 1938 i Bobrovo i Sumy oblast, Ukrainska SSR, Sovjetunionen, död 28 mars 1981 i Kiev, var en sovjetisk friidrottare.
Smaga blev olympisk bronsmedaljör på 20 kilometer gång vid sommarspelen 1968 i Mexico City.